# Here Comes the Sun (Nina Simone)
Here Comes the Sun è un album della cantante e pianista jazz Nina Simone composto da cover di brani interpretati originariamente da musicisti pop e rock, pubblicato dalla RCA nell'aprile 1971.
L'album è stato registrato negli studi RCA con una grande orchestra e coro. Simone propone composizioni di Bob Dylan e dei Beatles, tra gli altri, con arrangiamenti sostanzialmente diversi dalle registrazioni originali, caratterizzati da afmosfere jazz e soul

## Tracce
Lato A
1. Here Comes the Sun – 3:31 (George Harrison) – Registrato il 17 febbraio
2. Just like a Woman – 4:38 (Bob Dylan) – Registrato il 12 febbraio
3. O-O-H Child – 3:14 (Stan Vincent) – Registrato il 9 febbraio
4. Mr. Bojangles – 4:58 (Jerry Jeff Walker) – Registrato il 9 febbraio

Lato B
1. New World Coming – 4:40 (Barry Mann, Cynthia Weil) – Registrato il 17 febbraio
2. Angel of the Morning – 3:29 (Chip Taylor) – Registrato il 17 febbraio
3. How Long Must I Wander – 6:16 (Weldon Irvine) – Registrato il 2 febbraio
4. My Way – 5:08 (Claude François, Jacques Revaux, Paul Anka) – Registrato il 17 febbraio 1971

## Formazione
- Nina Simone - voce, pianoforte
- Harold Wheeler - direzione orchestra
- Corky Hale - arpa
- Personale orchestra non noto